# Летние Паралимпийские игры 2020
Летние Паралимпийские игры 2020 (официально — XVI Паралимпийские летние игры) прошли в 2021 году (изначально планировались в 2020 году, но пандемия COVID-19 вынудила МОК перенести игры на 2021 год) в столице Японии Токио. Соревнования прошли на тех же площадках, которые перед этим использовались для летних Олимпийских игр 2020 года.
В программу Игр были включены соревнования по бадминтону и тхэквондо, которые заменили парусный спорт и одну из дисциплин паралимпийского футбола.
20 марта 2021 года стало известно, что иностранные болельщики не будут допущены на Олимпийские и Паралимпийские игры в Токио.

## Место проведения
Город, который принял летние Олимпийские и Паралимпийские игры, был объявлен 7 сентября 2013 года в Буэнос-Айресе.
| Город   | Страна  | 1-й раунд | Допол. | 2-й раунд |
| ------- | ------- | --------- | ------ | --------- |
| Токио   | Япония  | 42        | —      | 60        |
| Стамбул | Турция  | 26        | 49     | 36        |
| Мадрид  | Испания | 26        | 45     | —         |

### Участники
| Участвующие национальные паралимпийские комитеты |
| --- |
| - Австралия - Австрия - Азербайджан - Алжир - Американские Виргинские Острова - Ангола - Аргентина - Армения - Аруба - Афганистан - Барбадос - Бахрейн - Беларусь - Бельгия - Бенин - Бермуды - Болгария - Босния и Герцеговина - Ботсвана - Бразилия - Буркина-Фасо - Бурунди - Бутан - Великобритания - Венгрия - Венесуэла - Вьетнам - Габон - Гаити - Гайана - Гамбия - Гана - Гватемала - Гвинея - Гвинея-Бисау - Германия - Гондурас - Гонконг - Государство Палестина - Гренада - Греция - Грузия - Дания - Доминиканская Республика - ДР Конго - Египет - Замбия - Зимбабве - Израиль - Индия - Индонезия - Иордания - Ирак - Иран - Ирландия - Исландия - Испания - Италия - Йемен - Кабо-Верде - Казахстан - Камбоджа - Камерун - Канада - Катар - Кения - Кипр - Кыргызстан - Китай - Колумбия - Коста-Рика - Кот-д’Ивуар - Куба - Кувейт - Лаос - Латвия - Лесото - Либерия - Ливан - Ливия - Литва - Люксембург - Маврикий - Мадагаскар - Малави - Малайзия - Мали - Мальдивы - Мальта - Марокко - Мексика - Мозамбик - Молдова - Монголия - Намибия - Непал - Нигер - Нигерия - Нидерланды - Никарагуа - Новая Зеландия - Норвегия - ОАЭ - Оман - Пакистан - Панама - Папуа — Новая Гвинея - Парагвай - Паралимпийская сборная беженцев - Перу - ПКР - Польша - Португалия - Пуэрто-Рико - Республика Конго - Руанда - Румыния - Сальвадор - Сан-Томе и Принсипи - Саудовская Аравия - Северная Македония - Сенегал - Сент-Винсент и Гренадины - Сербия - Сингапур - Сирия - Словакия - Словения - Сомали - США - Сьерра-Леоне - Таджикистан - Таиланд - Тайвань - Танзания - Того - Тунис - Турция - Уганда - Узбекистан - Украина - Уругвай - Фарерские острова - Фиджи - Филиппины - Финляндия - Франция - Хорватия - ЦАР - Черногория - Чехия - Чили - Швейцария - Швеция - Шри-Ланка - Эквадор - Эстония - Эфиопия - ЮАР - Республика Корея - Ямайка - Япония (страна-хозяйка) |

## Календарь соревнований
Предварительное расписание было объявлено 19 октября 2018. Окончательное расписание было опубликовано 13 августа 2019.
Первоначальное расписание было составлено с 25 августа по 10 сентября 2020. Чтобы перенести Паралимпийские игры на 2021 год, все мероприятия были отложены на 364 дня (на один день меньше, чем полный год, чтобы сохранить те же дни недели), из-за чего появилось новое расписание с 24 августа по 5 сентября 2021.
| 00 | Церемония открытия | 00 | Квалификация соревнований | 00 | Финалы соревнований | 00 | Церемония закрытия |

| Август / Сентябрь 2021    | Август / Сентябрь 2021    | 24  | 25  | 26  | 27  | 28  | 29  | 30  | 31  | 1   | 2   | 3   | 4   | 5   | Медали |
| ------------------------- | ------------------------- | --- | --- | --- | --- | --- | --- | --- | --- | --- | --- | --- | --- | --- | ------ |
| Церемонии                 | Церемонии                 | 000 | 000 | 000 | 000 | 000 | 000 | 000 | 000 | 000 | 000 | 000 | 000 | 000 |        |
| Стрельба из лука          | Стрельба из лука          |     |     |     |     | 1   | 1   | 2   | 2   |     | 1   | 1   | 1   |     | 9      |
| Лёгкая атлетика           | Лёгкая атлетика           |     |     |     | 13  | 16  | 19  | 17  | 21  | 17  | 18  | 18  | 24  | 5   | 168    |
| Бадминтон                 | Бадминтон                 |     |     |     |     |     |     |     |     |     |     |     | 7   | 7   | 14     |
| Бочче                     | Бочче                     |     |     |     |     |     |     |     |     | 4   |     |     | 3   |     | 7      |
| Велоспорт                 | Дорога                    |     |     |     |     |     |     |     | 19  | 6   | 5   | 4   |     |     | 51     |
| Велоспорт                 | Дорожка                   |     | 4   | 5   | 5   | 3   |     |     |     |     |     |     |     |     | 51     |
| Верховая езда             | Верховая езда             |     |     | 3   | 2   |     | 1   | 5   |     |     |     |     |     |     | 11     |
| Футбол (по 5 человек)     | Футбол (по 5 человек)     |     |     |     |     |     |     |     |     |     |     |     | 1   |     | 1      |
| Голбол                    | Голбол                    |     |     |     |     |     |     |     |     |     |     | 2   |     |     | 2      |
| Дзюдо                     | Дзюдо                     |     |     |     | 4   | 4   | 5   |     |     |     |     |     |     |     | 13     |
| Параканоэ                 | Параканоэ                 |     |     |     |     |     |     |     |     |     |     | 4   | 5   |     | 9      |
| Паратриатлон              | Паратриатлон              |     |     |     |     | 4   | 4   |     |     |     |     |     |     |     | 8      |
| Пауэрлифтинг              | Пауэрлифтинг              |     |     | 4   | 4   | 4   | 4   | 4   |     |     |     |     |     |     | 20     |
| Академическая гребля      | Академическая гребля      |     |     |     |     |     | 4   |     |     |     |     |     |     |     | 4      |
| Стрельба                  | Стрельба                  |     |     |     |     |     |     | 3   | 2   | 2   | 1   | 2   | 2   | 1   | 13     |
| Волейбол сидя             | Волейбол сидя             |     |     |     |     |     |     |     |     |     |     |     | 1   | 1   | 2      |
| Плавание                  | Плавание                  |     | 16  | 14  | 14  | 14  | 13  | 15  | 14  | 15  | 15  | 16  |     |     | 146    |
| Настольный теннис         | Настольный теннис         |     |     |     |     | 5   | 8   | 8   |     |     | 5   | 5   |     |     | 31     |
| Тхэквондо                 | Тхэквондо                 |     |     |     |     |     |     |     |     |     | 2   | 2   | 2   |     | 6      |
| Баскетбол на колясках     | Баскетбол на колясках     |     |     |     |     |     |     |     |     |     |     |     | 1   | 1   | 2      |
| Паралимпийское фехтование | Паралимпийское фехтование |     | 4   | 4   | 2   | 4   | 2   |     |     |     |     |     |     |     | 16     |
| Регби на колясках         | Регби на колясках         |     |     |     |     |     | 1   |     |     |     |     |     |     |     | 1      |
| Теннис на колясках        | Теннис на колясках        |     |     |     |     |     |     |     |     | 1   | 1   | 2   | 2   |     | 6      |
| Медали                    | Медали                    |     | 24  | 30  | 44  | 55  | 62  | 54  | 58  | 45  | 48  | 56  | 49  | 15  | 539    |
| Август / Сентябрь 2021    | Август / Сентябрь 2021    | 24  | 25  | 26  | 27  | 28  | 29  | 30  | 31  | 1   | 2   | 3   | 4   | 5   | 539    |

## Медальный зачёт
В таблице указана первая десятка стран по количеству золотых медалей. В случае одинакового количества золотых медалей места распределены по количеству серебряных медалей.

Жирным выделено наибольшее количество медалей в своей категории; страна-организатор также выделена.
|       | Общее количество медалей | Общее количество медалей | Общее количество медалей | Общее количество медалей | Всего |
| Место | Страна                   | Золото                   | Серебро                  | Бронза                   | Всего |
| ----- | ------------------------ | ------------------------ | ------------------------ | ------------------------ | ----- |
| 1     | Китай                    | 96                       | 60                       | 51                       | 207   |
| 2     | Великобритания           | 41                       | 38                       | 45                       | 124   |
| 3     | США                      | 37                       | 36                       | 31                       | 104   |
| 4     | ПКР                      | 36                       | 33                       | 49                       | 118   |
| 5     | Нидерланды               | 25                       | 17                       | 17                       | 59    |
| 6     | Украина                  | 24                       | 47                       | 27                       | 98    |
| 7     | Бразилия                 | 22                       | 20                       | 30                       | 72    |
| 8     | Австралия                | 21                       | 29                       | 30                       | 80    |
| 9     | Италия                   | 14                       | 29                       | 26                       | 69    |
| 10    | Азербайджан              | 14                       | 1                        | 4                        | 19    |
| Всего | Всего                    | 539                      | 540                      | 589                      | 1668  |